# 湘江 (乌江支流)
湘江，是中国长江流域的一条河流，汇入乌江中游左岸，属于乌江水系。河长137千米，流域面积4865平方千米，多年平均流量84立方米每秒。自然落差639米。水能理论蕴藏量7万千瓦。